# تامن براتیون
تامن براتیون (انگلیسی: Tommen Baratheon) شخصیتی تخیلی و یکی از شخصیت‌های بازی تاج‌وتخت است. او بعد از قتل جافری با خورادن سم به پادشاهی می‌رسد. تامن بسیار با برادرش جافری متفاوت است و شخصیتی مهربان دارد. او عاشق مارجری تایرل می‌شود اما بعد از اتفاق نابود شدن معبد به دست مادرش سرسی لنیستر و مردن مارجری، دست به خود کشی می‌زند و بعد از او مادرش سرسی ملکه هفت اقلیم می‌شود.